# Montilla-Moriles
Montilla-Moriles è la denominazione di origine vitivinicola spagnola che protegge legalmente l'educazione e la commercializzazione dei vini prodotti nei comuni andalusi di Aguilar de la Frontera, Montilla, Moriles, Doña Mencía, Montalbán de Córdoba, Monturque, Nueva Carteya e Puente Genil, come anche in parte di Baena, Cabra, Castro del Río, Espejo, Fernán-Núñez, La Rambla, Lucena, Montemayor y Santaella; tutti della Provincia di Cordova.
I caldi tipici di questa zona creano diverse varietà di uva bianca. Subiscono un processeo di crianza bajo è velo de flor (creazione di una sottile pellicola di lievito) con il sistema di Criaderas e Soleras.
A seconda della maturazione abbiamo un vino, giovane, fino, amontillado e oloroso.
Sempre i caldi oscurano i toni del vino convertendolo in un Vino liquoroso fino ad arrivare ad una gradazione alcolica di massimo 20°.

## Varietà di uva
Bianca:
- Autorizzate: Moscatel, Airén, Baladí-Verdejo, Montepila, Moscatel de grano pequeño (Moscato di grani piccoli)
- Preferite: Pedro Ximénez

Nera:
- Preferite: (Uva Temprenillo)